# 酒井忠善
酒井 忠善（さかい ただよし、生年不詳 - 天文5年4月8日（1536年4月28日））は、戦国時代の武将。通称将監、左衛門 。酒井忠次の兄。

## 略歴
酒井忠親の長男。天文5年4月8日死去。法名浄賢愚玉。
天明3年6月に庄内藩主・酒井忠徳が剰余金を使い、酒井左衛門尉家菩提寺の回向院に墓碑が建立された。
徳川家康に仕え、三河一向一揆で一向宗側についた酒井忠尚を忠善の子とする資料もある。